# Katolická církev v Lesothu
Katolická církev v Lesothu je křesťanské společenství v jednotě s papežem. Hlásí se k ní asi 51% obyvatel této země, v roce 2004 bylo v zemi 965.608 katolíků a je tak nejsilnější náboženskou skupinou v zemi. Má 1 metropolitní arcidiecézi a 3 sufragánní diecéze.

## Historie
Katolicismus do Lesotha pronikl v 19. století díky misionářům oblátům a zejména díky působení bl. Josepha Gérarda (1831-1914). Již v roce 1839 byla zřízena apoštolská prefektura v Basutolandu, z níž se stal v roce 1909 apoštolský vikariát. V roce 1931 byl vysvěcen první domorodý kněz, v roce 1945 založena Univerzitní kolej Pia XII., roku 1961 vznikla samostatná církevní provincie . Zemi navštívil v roce 1988 papež Jan Pavel II., roku 2016 byl jmenován první lesothský kardinál Sebastian Koto Khoarai.

## Struktura
Lesotho má od roku 1961 jednu církevní provincii latinského ritu, liturgickým jazykem je angličtina. Je tvořena následujícími diecézemi:
- Arcidiecéze maserská (zal. 1894, na arcidiecézi povýšena 1961)
  - Diecéze leribská (zal. 1952)
  - Diecéze Mohale’s Hoek (zal. 1977)
  - Diecéze Qacha’s Nek (zal. 1961)

## Biskupská konference
Episkopát vytváří vlastní Konferenci katolických biskupů Lesotha, (Lesotho Catholic Bishops' Conference), ustanovenou v roce 1972. Biskupská konference je členem afrického sdružení biskupských konferencí Sympozium biskupských konferencí Afriky a Madagaskaru (Symposium of Episcopal Conferences of Africa and Madagascar, SECAM, nebo Symposium des Conférences Episcopales d’Afrique et de Madagascar, SCEAM) a Interregionálního shromáždění jihoafrických biskupů (Inter-Regional Meeting of Bishops of Southern Africa, IMBISA).

## Apoštolský nuncius
Svatý stolec je od roku 1967 reprezentován apoštolským nunciem, který sídlí v Pretorii a zastupuje Svatý stolec v Botswaně, Jihoafrické republice, Lesothu a Namibii. Aktuálně je apoštolským nunciem Peter Bryan Wells.